# Premisă
Premisă (din franceză prémisse) se numește fiecare dintre propozițiile inițiale ale unui raționament, din care se deduce concluzia. 
Prin extensie, prin premisă (var. premiză) se înțelege și "idee de bază", "punct de plecare".

## Definirea premisei
Premisa este un enunț care afirmă ori neagă ceva despre ceva.

## Clasificare
- premisă majoră = premisa care conține termenul major (predicatul concluziei unui silogism)
- premisă minoră = premisa care conține termenul minor (subiectul concluziei unui silogism)

## Clasificarea premiselor (dupăAristotel[1])
- după gradul de determinare (definire)

- definite (universale și particulare)
- nedefinite

- după natura lor.

- apodictice (necesare)
- dialectice (probabile)